# Voepass Linhas Aéreas-vlucht 2283
Voepass Linhas Aéreas-vlucht 2283 was een passagiersvlucht van Voepass Linhas Aéreas die verongelukte op 9 augustus 2024 in Vinhedo, São Paulo. De ATR 72-500 vloog van Cascavel naar São Paulo met 58 passagiers en 4 bemanningsleden aan boord. Vanaf een hoogte van 17.000 voet (ongeveer 5200 meter) stortte het toestel tollend neer om 13:22 lokale tijd. Alle 62 inzittenden kwamen om het leven. Het was het eerste dodelijke incident voor de maatschappij sinds haar oprichting in 1995.

## Toestel
Het betrokken toestel was een veertien jaar oude ATR 72-500 van de Frans-Italiaanse vliegtuigbouwer ATR. Het vliegtuig had het serienummer 908 en registratie PS-VPB. Het toestel werd in september 2022 overgenomen van het Indonesische Pelita Air Service.

## Bemanning en passagiers
De 62 slachtoffers hadden allemaal de Braziliaanse nationaliteit, vier passagiers hadden een dubbele nationaliteit. Drie personen hadden ook de Venezolaanse nationaliteit en één passagier had ook de Portugese nationaliteit. Daarnaast was er een hond aan boord. Zeker tien passagiers misten de vlucht. Een aantal stond bij de verkeerde gate te wachten. Ook werd een passagier geweigerd voor de vlucht nadat hij te laat kwam vanwege het halen van een kopje koffie.

## Crash
Het toestel was onderweg van Cascavel in de staat Paraná naar São Paulo-Guarulhos in São Paulo.
In het gebied van de crash was een SIGMET-advies van kracht vanwege risico op ijsaanzetting tussen 12,000 en 21,000 voet (3700 tot 6400 meter). Ook zouden er volgens meteorologische rapporten turbulentie en onweersbuien in het gebied kunnen ontstaan. De Braziliaanse luchtmacht maakte bekend dat er geen noodoproep is gedaan door de bemanning.
Op Flightradar24 is te zien dat het toestel op 17,000 voet (5200 meter) vliegt als het daarna snel hoogte verliest. Daarna kan het nog wat hoogte winnen, maar belandt snel daarna in een tolvlucht. Het laatste radarcontact was om 13:22, net voor de crash. Het toestel had vlak daarvoor een daalsnelheid van 24,000 voet per minuut (120 m/s).
De brandweer maakte bekend dat het toestel is neergestort in Vinhedo, zo’n 76 kilometer ten noordwesten van de oorspronkelijke eindbestemming. Het vliegtuig is neergestort in de voortuin van een huis. Niemand op de grond raakte gewond. Het vliegtuigongeluk werd door verschillende mensen gefilmd, de beelden hiervan werden veelvuldig gedeeld in de media. De 58 passagiers en 4 bemanningsleden kwamen allemaal om het leven.

## Nasleep
De Braziliaanse president Luiz Inácio Lula da Silva ontving het nieuws van de crash tijdens een evenement in het zuiden van het land. Hij vroeg een moment van stilte voor de slachtoffers. Later op de avond kondigde hij drie dagen van nationale rouw af.

## Onderzoek
Het Centro de Investigação e Prevenção de Acidentes Aeronáuticos begon direct na het ongeval een onderzoek. Op dezelfde dag werden de cockpitvoicerecorder en de flightdatarecorder gevonden. Twee dagen later, op 11 augustus, waren alle slachtoffers geborgen en naar het Forensisch Medisch Instituut in São Paulo gebracht voor identificatie. De piloot en co-piloot werden ter plaatse geïdentificeerd.